# Висимский район
Виси́мский район — бывший административный район Уральской и Свердловской областей, существовавший в 1923—1934 и 1938—1957 годах. Центр — рабочий посёлок Висим.

## История
Висимо-Шайтанский район был образован в ноябре 1923 года в составе Верхотурского (с мая 1924 — Тагильского) округа Уральской области.
В 1926 году Висимо-Шайтанский район был переименован в Висимский район.
В 1930 году в связи с упразднением округов Висимский район перешёл в прямое подчинение Уральской области.
В июне 1931 года Висимский район был упразднён, а его территория передана в подчинение Нижнетагильскому горсовету, однако уже 20 октября того же года Висимский район был восстановлен.
10 мая 1934 года Висимский район вновь был упразднён, а его земли переданы в подчинение Нижнетагильскому горсовету.
29 января 1938 года из территории, подчинённой Нижнетагильскому горсовету, был выделен Тагильский район с центром в рабочем посёлке Висиме. 10 июля 1938 года он был переименован в Висимский район. В состав района вошли рабочие посёлки Висим, Черноисточинск и Уралец, а также Висимо-Уткинский, Галашкинский, Елизаветинский и Харёнский сельские советы (последний был передан из Шалинского района).
12 декабря 1945 года в Висимском районе Висимо-Уткинск получил статус рабочего посёлка, а Висимо-Уткинский сельсовет при этом упразднён.
10 мая 1956 года из Шалинского района в Висимский был передан Илимский сельсовет.
26 ноября 1957 года Висимский район был упразднён, а его территория передана в новый Пригородный район.

## Население
По данным переписи 1939 года, в Висимском районе проживало 27 063 человека, в том числе русские — 97,3 %.